# Steven Appleby
Pour les articles homonymes, voir Appleby.
Steven Appleby (né le 27 janvier 1956 à Newcastle-upon-Tyne) est un auteur de bande dessinée britannique spécialisé dans le dessin d'humour et le comic strip. 

## Biographie
Au milieu des années 1980, Il développe dans New Musical Express le comic strip absurde Rockets Passing Overhead, adapté en dessin animé en 1997 sous le nom Captain Star. Il a travaillé pour de très nombreux journaux (The Guardian, The Times, Frankfurter Allgemeine Zeitung, Die Zeit, The Sunday Telegraph, Daily Express, The Observer, etc.) et une vingtaine de recueil de ses dessins ont été publiés.
Dragman son premier véritable roman graphique, paru en mars au Royaume-Uni, sort le 16 septembre 2020 en France aux éditions Denoël, dans la collection Denoêl Graphic (traduction de Lili Sztajn). L'album figure dans la sélection pour le Festival d'Angoulême 2021 et est récompensé par le prix spécial du jury.

## Distinctions
- 1994 : prix Max et Moritz du meilleur comic strip pour Rockets Passing Overhead
- 2021 : prix spécial du jury au festival d'Angoulême 2021 pour Dragman[2]